# Manggis (Mojosongo)
Manggis is een bestuurslaag in het regentschap Boyolali van de provincie Midden-Java, Indonesië. Manggis telt 6175 inwoners (volkstelling 2010).